# Maha Kaya
Maha Kaya (sanskrit : महा काय, ? - 1458) ou en vietnamien Ma-kha Quý-do ( 摩訶貴由) ou Ma-kha Bí-điền ( 摩訶賁田 ), est le roi du Royaume de Champā de la XIIIe dynastie Champane. Il règne de 1449 à 1458.

## Contexte
Frère et successeur de Maha Kali il se démet en 1457 et il est assassiné